# Vodní dílo Karolinka
Vodní dílo Karolinka (též Stanovnice) je vodní nádrž nacházející se ve stejnojmenném údolí pohoří Javorníky, poblíž města Karolinka, v okrese Vsetín. Slouží především jako zdroj pitné vody, jeho součástí je úpravna vody.

## Stavba
Stavba vodního díla započala v červnu roku 1977. Přehrada byla dokončena na konci roku 1985 a do trvalého provozu byla uvedena v roce 1987. Aby mohlo být dílo realizováno, byly asanovány původní usedlosti převážně zemědělského charakteru. Pro obyvatele údolí bylo v Karolince vybudováno 12 panelových domů a několik rodinných domků. Ráz údolí se vodní plochou sice změnil, ale přesto je dnes přehrada jedním ze symbolů Karolinky.

## Základní údaje
Hráz nádrže má výšku 35,5 m nade dnem, rozloha vodní plochy je 50,5 ha a nádrž pojme 7,395 mil. m³ vody.

## Vodní režim
Průměrný dlouhodobý roční průtok k profilu hráze činí 0,36 m³/s. Stoletá voda zde dosahuje 87,4 m³/s.

## Využití
Nádrž slouží k zásobování kvalitní pitnou vodou Vsetínska, Valašsko Kloboúcka a Zlínska.

## Galerie

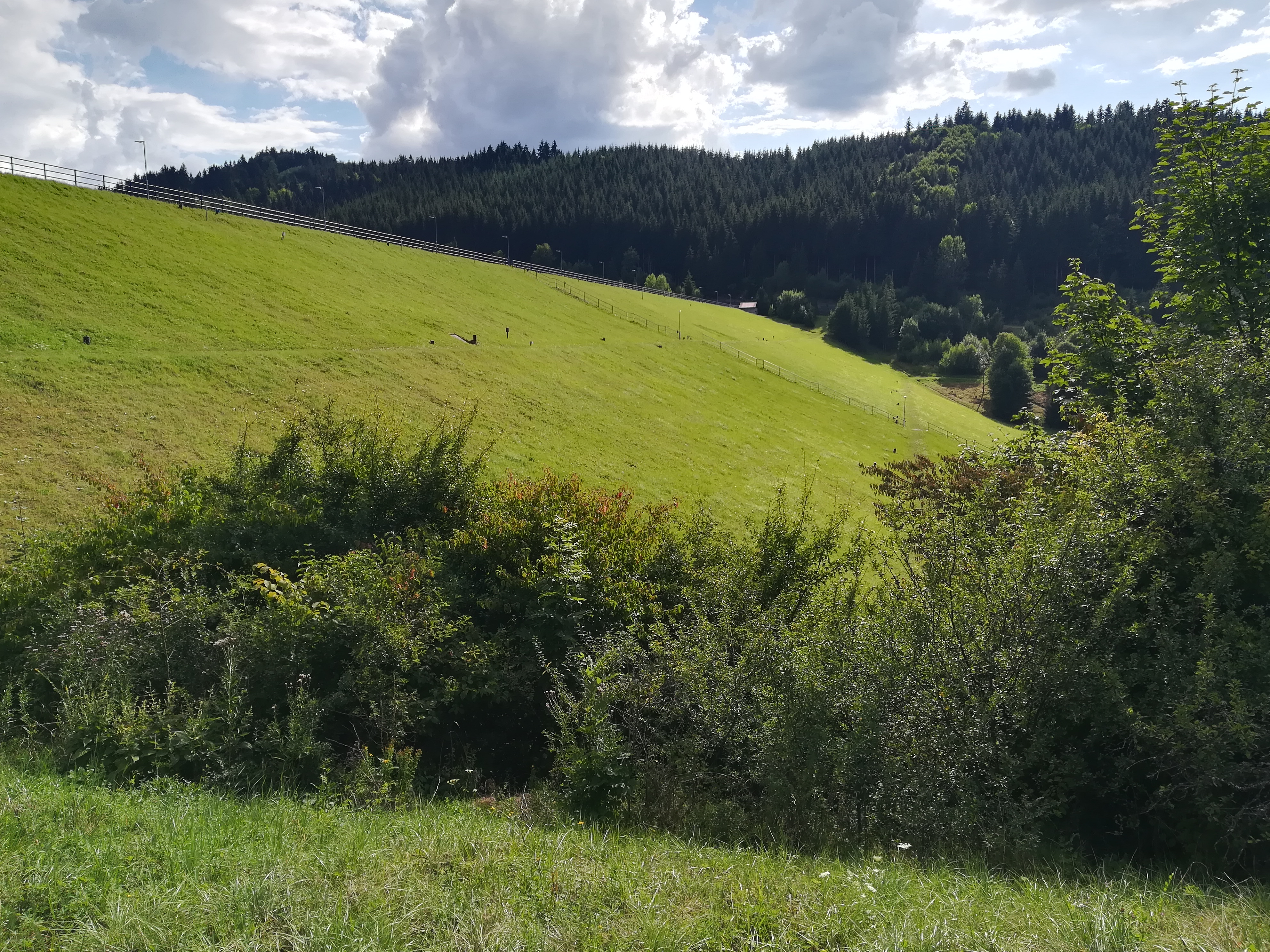
hráz od východu
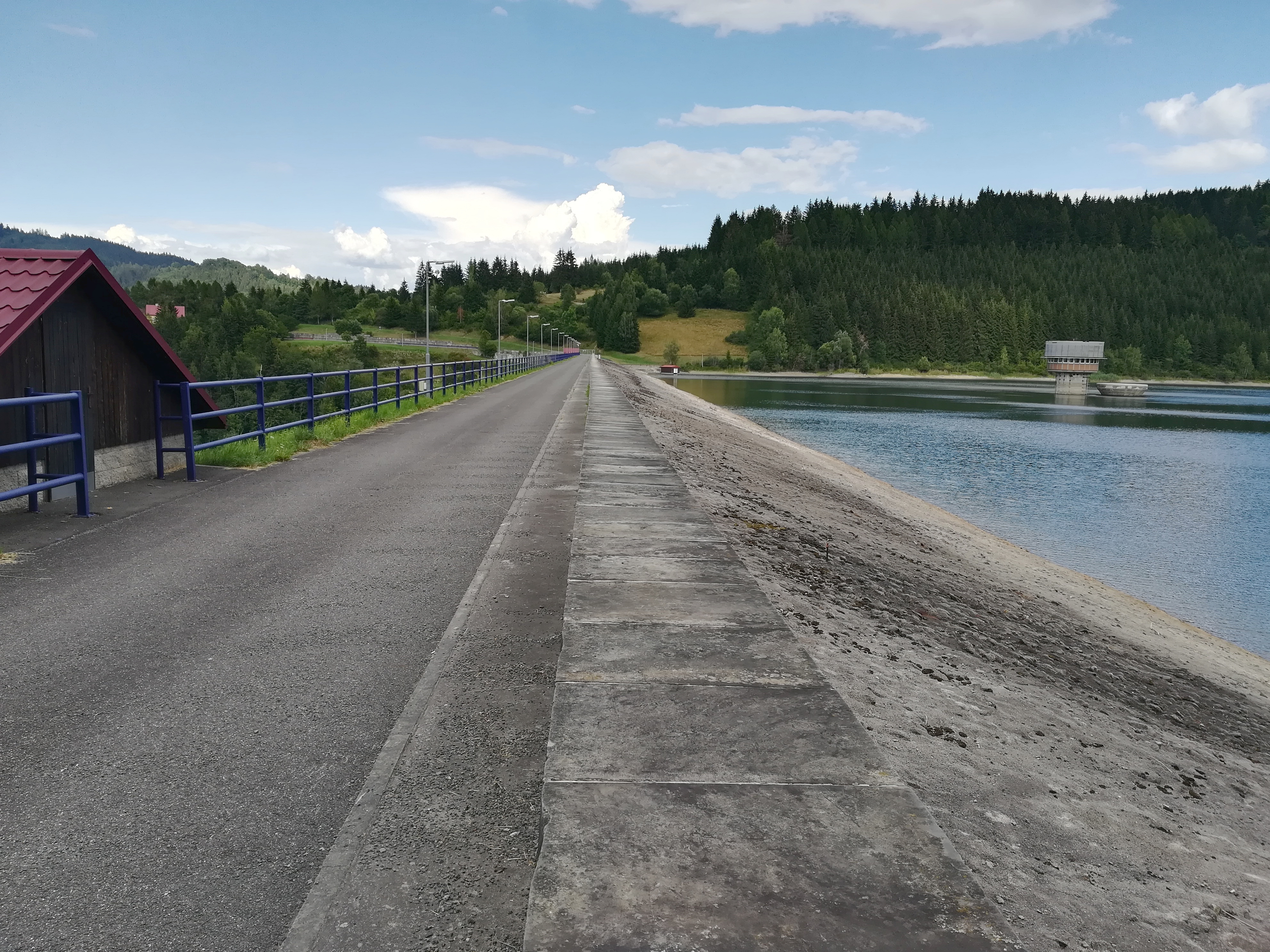
koruna hráze
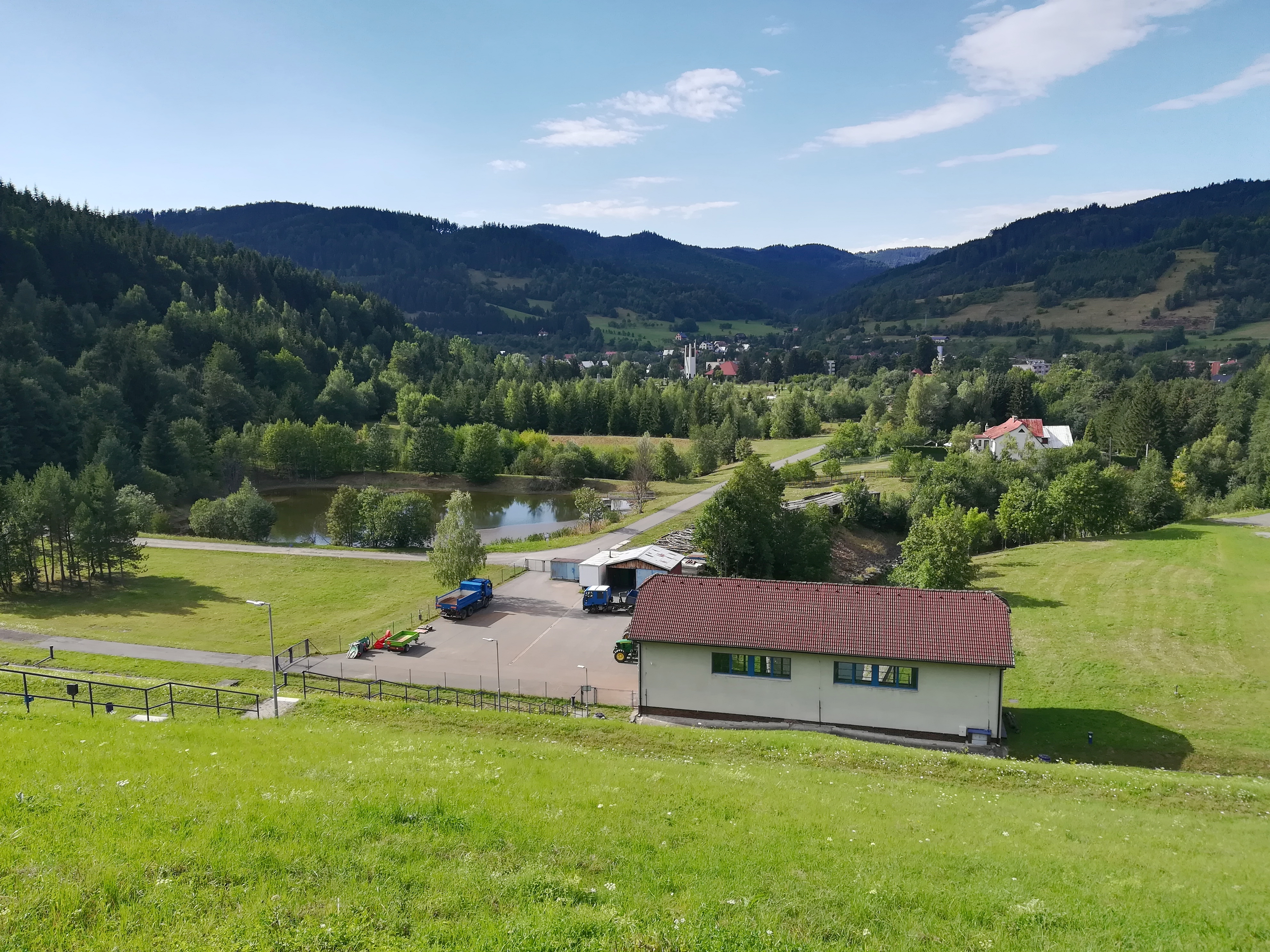
pohled od hráze
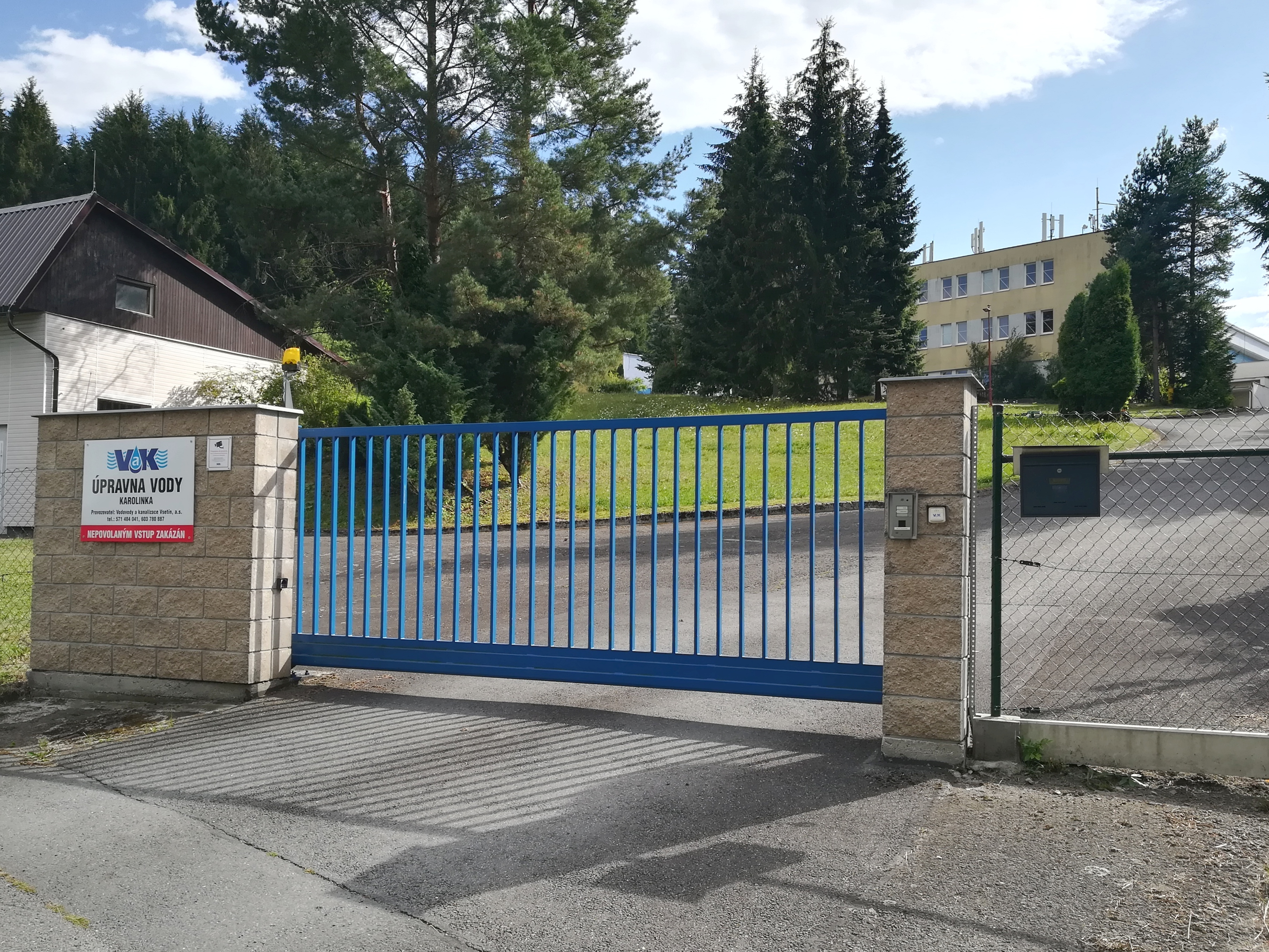
úpravna vody
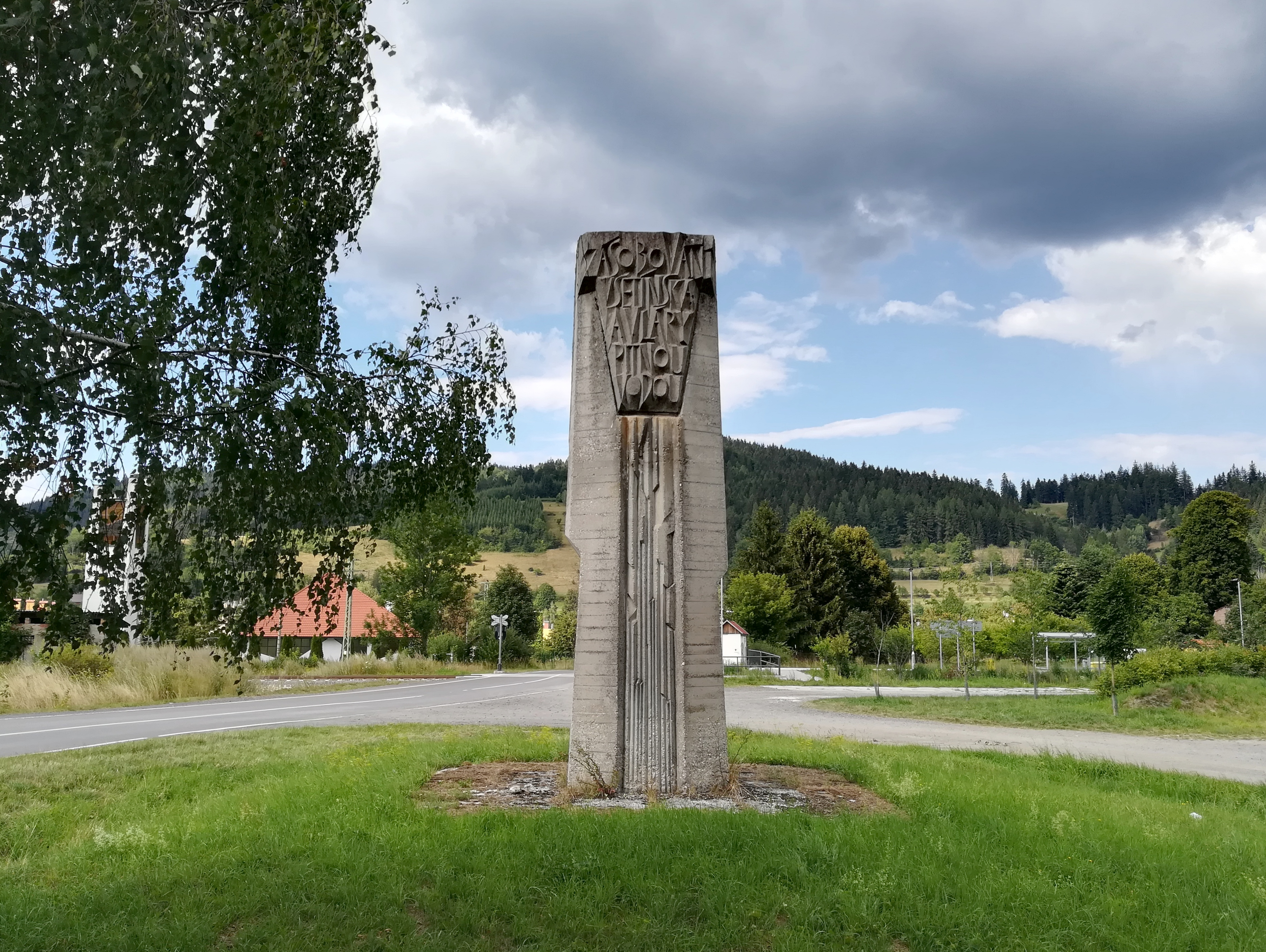
pomník pod vodárnou
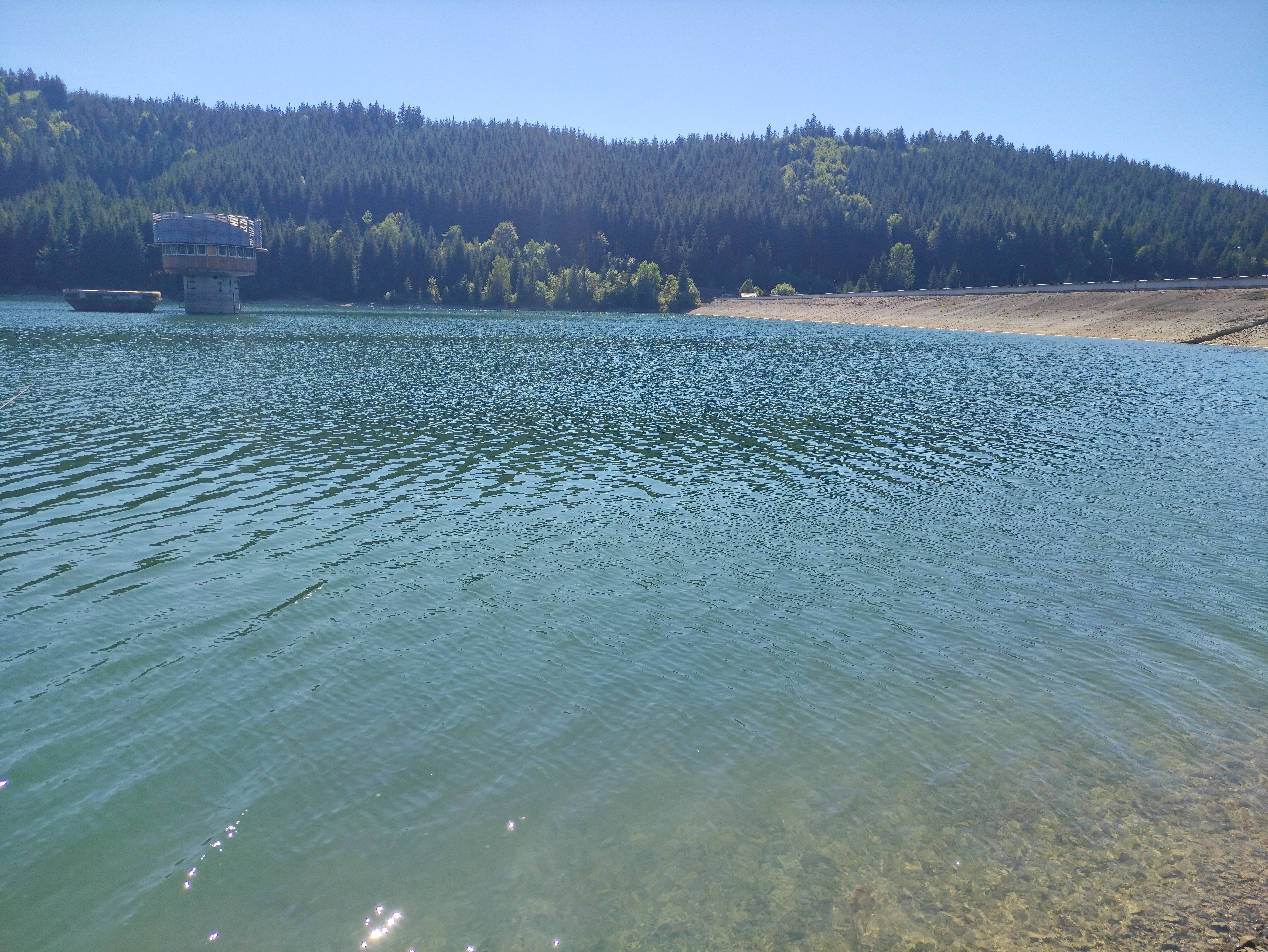
nádrž

## Další informace
Vzhledem k tomu, že nádrž je zdrojem pitné vody, tak je zde zákaz rybolovu a dalších sportovních činností a koupání.